# Puente Ferrobeni
El Puente Integración Ferrobeni, conocido como Puente Ferrobeni, es un infraestructura de 70 metros de longitud que une el barrio de Pura Pura perteneciente Macrodistrito Max Paredes con el barrio de Achachicala perteneciente al Macrodistrito Periférica.

## Historia
El motivo principal para construir este puente fue  descongestionar el tráfico en el centro histórico de la ciudad de La Paz, pues los camiones que bajan desde la ciudad de El Alto con dirección a los Yungas tenían que pasar previamente por el centro de la ciudad.  
En el año 2012, el Gobierno Autónomo Municipal de La Paz empezó a diseñar un plan para construir un nuevo puente que ayude a descongestionar el centro de la ciudad.